# 우청 문화
우청 문화(중국어 간체자: 吳城文化, 정체자: 呉城文化, 병음: wúchéng wénhuà Wucheng culture[*])는 중화인민공화국 장시성에서 발견된 청동기 시대의 감강(장강 지류) 하류의 문화로 상 왕조와 같은 시대의 문화였다.

## 개요
장시성 장수 시 우청진의 강 연안에 있는 우청 유적에서 유래한다. 상대의 도시 유적 중 가장 큰 규모의 우청유적은 넓이 4km2 이상으로, 1973년부터 발굴되었다. 우청 문화 유적은 장시성을 중심으로 100여개 이상 발견되었지만, 특히 장수 시의 우청 유적, 뤼창 시의 통링 유적(銅嶺遺跡), 신간 현의 다양저우 유적(大洋洲遺跡) 세 개가 가장 규모가 크다.
우청 문화는 황하 유역의 허난성 정저우시 부근에서 번창한 얼리강 문화(상대 초기의 중심지라고 추측되는)가 장강 부근까지 세력을 확장하여 탄생했다고 추측된다. 장강 문명의 긴 전통과 강력한 청동기 문화인 얼리강 문화의 영향이 교합된 것을 우청 문화에서 엿볼 수 있다. 우청 문화는 쓰촨 분지의 삼성퇴 유적, 및 황하 중류 지역의 은허와 같은 시대의 문화이다.
우청 유적은 도기나 원시적인 자기 제조의 중심이며, 기하학적인 문양이 특징이다. 이 문양은 미해독 문자라고 추측하는 사람도 있다. 우청 문화는 또한 청동제 종(종의 추가 없는 특수한 양식)의 출토로도 알려져 있다. 지안 시 신간 현에서 출토된 우청 문화 유적에서는 이 문화 특유 양식의 청동기가 다수 출토되었다.
우청 유적은 얼리강 문화의 장강 유역 진출의 전초였다고 생각되는 도시 유적 판룽청 유적(盤龍城遺跡)의 쇠퇴에 큰 영향을 주었다고 여겨진다. 양쪽 모두에게 장강 도기 제조의 중심으로 중국 남방의 자원을 북중국의 평야에 운송하는 거점이기도 하여 격렬한 경쟁을 하였다. 얼리강 문화의 후기 우청 유적은 크게 발전하기 시작했지만, 한편으로 판룽성 유적은 급속한 쇠퇴를 시작했다.

## 같이 보기
- 중국의 신석기 문화 목록
- 장강 문명
- 얼리강 문화